# Micro-Folie
Pour les articles homonymes, voir Micro-Folie (homonymie).
Micro-Folie est un projet porté par le ministère de la Culture français, ouvert aux collectivités territoriales en France et aux réseaux de l’Institut français et de l’Alliance française partout dans le monde, qui propose l'accès à un musée numérique auquel collaborent douze établissements culturels nationaux fondateurs.

## Description du projet
Sous l’impulsion du ministère de la Culture, le projet est coordonné par le parc de la Villette.
Il est l’aboutissement de la coopération de douze établissements culturels français, le centre Pompidou, le château de Versailles, la Cité de la musique - Philharmonie de Paris, le festival d'Avignon, l’Institut du monde arabe, le musée du Louvre, le musée Picasso, le musée d'Orsay, le musée du Quai Branly - Jacques-Chirac, l’Opéra de Paris, la Réunion des musées nationaux et du Grand Palais des Champs-Élysées, Universcience et le parc de La Villette.
Ces établissements participent à la constitution de collections accessibles grâce à des musées numériques, implantés sur le territoire français ou diffusés par l’intermédiaire des réseaux de l’Institut français et de l’Alliance française.
Début 2025, il existe 563 Micro-Folies ouvertes, 343 projets en cours et 22 inaugurations à venir en 2025.